# Её Величества королевский западносуррейский полк
Её Величества королевский западносуррейский полк или буквально Её Величества королевский полк (западносуррейский) (англ. Queen's Royal Regiment (West Surrey)) — полк линейной пехоты английской и британской армий, существовавший в 1661—1959 годы. Старейший в военной истории Англии полк, в составе Британской армии был вторым по старшинству после полка Королевских шотландцев. С 1747 по 1881 годы в нумерации британских пехотных полков числился как 2-й пехотный полк (англ. 2nd Regiment of Foot), полком Западного Суррея стал формально с 1881 года. За время своего существования участвовал во многих вооружённых конфликтах Англии и Великобритании.
В 1959 году объединён с Восточносуррейским полком в единый Её Величества королевский суррейский полк, который 31 декабря 1966 года был объединён, в свою очередь с Королевским кентским полком (собственным буйволокожим), Королевским сассексским полком и Мидлсексским полком (личным герцога Кембриджского) в единый Полк Её Величества. В 1992 году полк Её Величества объединён с Королевским гэмпширским полком в Королевский полк принцессы Уэльской (Её Величества королевские хэмпширцы).

## Наименования

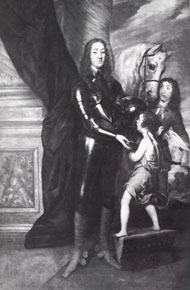
Мордаунт, Генри, 2-й граф Петерборо, основатель полка

Полк образован в 1661 году в Путни-Хит (тогда входил в состав Суррея, ныне пригород Лондона) по приказу Генри Мордаунта, 2-го графа Петерборо и получил название Пехотный полк графа Петерборо (англ. The Earl of Peterborough's Regiment of Foot) по имени своего первого командира (граф Петерборо командовал с 30 сентября 1661 года). Предназначением полка была гарнизонная служба в составе гарнизона английского Танжера, который был частью приданого Екатерины Брагансской, вышедшей замуж за короля Англии Карла II. По традициям тех времён, полк носил имя своего командира; от одного из них, Перси Кирка, унаследовал прозвище «Ягнята Кирка» (англ. Kirke's Lambs). В 1684 году гарнизон Танжера, куда входил и данный полк, вынужден был оставить город.
В 1686 году полку пожаловано королевское название Вдовствующей Её Величества пехотный полк (англ. Queen Dowager's Regiment of Foot) в честь королевы Екатерины, вдовы Карла II, а с 1703 года — Пехотный полк Её Величества (англ. The Queen's Royal Regiment of Foot). С 1 августа 1714 года носил название Личный пехотный полк Её Королевского Высочества принцессы Уэльской (англ. Her Royal Highness the Princess of Wales's Own Regiment of Foot), получив его в честь Каролины Ансбахской, а после её коронации в 1727 году как королевы был переименован в Личный пехотный полк Её Величества (англ. The Queen's Own Regiment of Foot). В 1747 году королевским указом началась процедура утверждения номеров полков, а в 1751 году этот полк стал называться, согласно королевскому указу, 2-м (королевским Её Величества) пехотным полком (англ. 2nd (The Queen's Royal) Regiment of Foot).
В 1881 году после военной реформы Хью Чайлдерса полк был переименован в Её Величества (королевский Западно-Суррейский полк) (англ. The Queen's (Royal West Surrey Regiment)), став полком западной части графства Суррей, а с 1921 года назывался Её Величества королевский полк (западносуррейский) (англ. The Queen's Royal Regiment (West Surrey)). В 1950 году он уже носил имя Королевский полк Её Величества (англ. The Queen's Royal Regiment), а в 1959 году объединился с Восточно-Суррейским полком в новый полк, Её Величества королевский Суррейский полк.

## История

### Ранние годы и XVII век

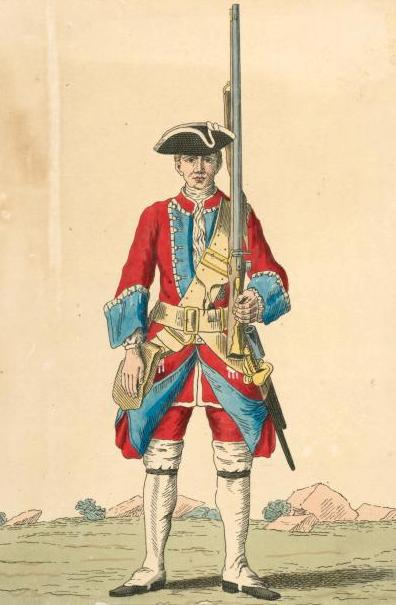
Солдат Пехотного полка Её Величества, 1742 год

29 января 1662 года полк прибыл в Танжер, начав там гарнизонную службу и участвуя в боях против сил местных марокканских племён: в частности, отличился в битве 14 июня 1663 года против войск местного вождя Гайлана, когда отряд численностью 40 человек под командованием майора Риджерта из полка сдерживал наступление марокканцев до подхода подкрепления полковника Норвуда. С 1668 года полком командовал граф Миддлтон, отличившийся в ряде сражений против марокканцев; в тех же боях участвовал герцог Мальборо, который в своих воспоминаниях высоко оценивал графа Миддлтона. В связи с мощью укреплений Танжера и его политическим и экономическим влиянием город стал представлять угрозу не только для арабов, но и для других европейских держав: англичанам приходилось вступать в бой с турецкими пиратами и даже бороться против французского флота. 24 октября 1680 года во время очередной попытки марокканских племён взять Танжер был тяжело ранен командир гарнизона, полковник сэр Полмз Фэйрборн, умерший через трое суток; после его гибели командование гарнизоном взял на себя подполковник Эдвард Сэквилль из полка Колдстримской гвардии. В ходе боя 27 октября один из батальонов полка понёс настолько крупные потери, что в строю осталось не более 50 человек. В бою были убиты прапорщики полка Уотсон и Трент, а также ещё 34 человека; ранения получили капитан Филпот, лейтенанты Гай и Тейт, прапорщики Робертс, Томас, Фицпатрик, Уэбстер, Норвуд, Бекфорд и Эллиотт, а также ещё 124 солдата полка. Некоторое время спустя Эдвард Сэквилль был назначен командиром полка в звании подполковника.
С 1682 года полковником и фактическим командиром полка был Перси Кирк. В это же время между королём и парламентом разгорелись споры о целесообразности дальнейшего пребывания англичан в Марокко. В конце концов, в 1683 году король распорядился отозвать гарнизон и взорвать укрепления Танжера. Прибывший в конце того года адмирал лорд Дартмут занялся эвакуацией английского гарнизона и жителей города (в том числе и полка Кирка), а в апреле 1684 года укрепления были взорваны. Предложения португальцев передать им город остались без ответа. На момент возвращения полк насчитывал 560 человек из 16 рот, а всего в Англию вернулись 2300 человек из состава Танжерского гарнизона. После возвращения в Англию он участвовал в подавлении восстания Монмута и в битве при Седжмуре, где заработал славу кровожадного и жестокого полка: полку лорда Кирка приписывалась расправа над 261 человеком из числа мятежников (впрочем, историки полагают, что она была весьма раздута и преувеличена). В последующие два года после восстания Монмута полк входил в армию численностью 12 тысяч человек, принимавшую участие в учениях в Хаунслоу-Хит (англ. Hounslow Heath).
В ноябре 1688 года в Торбее высадились войска принца Оранского Вильгельма, будущего английского короля Вильгельма III. В Уорминстере располагались войска короля Якова II, в том числе два батальона полка Перси Кирка: Кирк отказался выступать в направлении Дивайзиса, за что был помещён под стражу в Лондон. Вскоре началось массовое дезертирство из войск Якова, и тот вынужден был отступить за Темзу, а позже сбежал из страны. После Славной революции полк присягнул Вильгельму III: в дальнейшем он принимал участие в обороне Дерри в 1689 году и в битве на реке Бойн в 1690 году против бывшего короля Якова II. В 1691 году в составе полка Кирби появились конные бойцы: четверо человек начали нести службу в качестве драгунов, а позже появилась и конная гренадерская часть. 12 июля того же года полк участвовал в битве при Охриме (территория графства Голуэй), предрешившей исход Вильямитской войны.
С 1691 по 1696 годы полк вёл боевые действия во Фландрии во время Девятилетней войны: после кончины Перси Кирка в Бреде 31 октября 1691 года командиром стал полковник Уильям Селвин из Колдстримской пешей гвардии 18 декабря того же года. В какой-то момент полк пришлось отозвать в Англию и направить в Портсмут в связи с угрозой вторжения свергнутого Якова II. Полк Селвина в ходе Девятилетней войны отличился в битве при Ландене 29 июля 1693 года, сражаясь на левом фланге союзных войск и внеся вклад в разгром превосходящих сил противника: в битве он потерял капитанов Коллинза и Сэндиса, лейтенанта Кэмпбелла, прапорщика Бёрта и ещё около 100 человек. Также он участвовал в осаде Намура, после удачного завершения которой полковник Селвин был произведён в бригадные генералы. В том же году полк снова вернулся в Англию в связи с угрозой французского вторжения и заговора против Вильгельма III: хотя заговорщики были арестованы, полк вернулся в Нидерланды только в 1697 году, дождавшись заключения Рисквикского мира в сентябре. После окончания боевых действий размер полка составлял 44 офицера и 884 солдата.

### XVIII век
28 июня 1701 года командиром полка стал сэр Генри Белласис (Селвин, в свою очередь, возглавил 22-й пехотный полк). 4 мая 1702 года Англия объявила войну Франции и Испании, ввязавшись в войну за испанское наследство, а в июне 1702 года началась подготовка к переброске английских войск на континент, среди которых был и полк Белласиса (2-й пехотный полк), готовившийся к высадке в Виго. Попытка британцев захватить Кадис потерпела неудачу, однако в ходе боя в заливе Виго английский флот одержал победу над французским, захватив 10 боевых кораблей и 11 галлеонов. Сам командир полка Белласис даже вынужден был предстать перед судом за проваленную операцию, а позже был уволен со службы: полк затем вернулся в Портсмут. В начале 1703 года полк под командованием генерал-лейтенанта Дэвида Кольяра высадился в Нидерландах, а в апреле присоединился к войскам герцога Мальборо. 10 мая части полка участвовали в обороне города Тонгерен от превосходящих сил французских войск численностью 40 тысяч человек. Оборона, длившаяся на протяжении 38 часов, позволила лорду Оверкирку перегруппировать войска, пока город окончательно не пал: собранные лордом Оверкиком под Маастрихтом английские войска вынудили французов не ввязываться в сражение. Благодаря этим успешным действиям полку были пожалованы звание «королевского» и личный девиз «Помни о доблести павших» (лат. Pristinae Virtutis Memor).
Попавших в плен в Тонгерен бойцов из двух пехотных полков (в том числе из полка Кольяра) англичане освободили, обменяв их на 900 французских солдат, губернатора и двух генерал-лейтенантов французской армии (это произошло после взятия крепости Уй). В 1705 году полк участвовал в осаде Валенсии-де-Алькантара, взятой штурмом 8 мая, а также в осаде и захвате Альбукерке и неудачной осаде Бадахоса, в ходе которой граф Голуэйский потерял правую руку, оторванную пушечным ядром. В апреле 1706 года полк участвовал в осаде Алькантары, а 10 апреля участвовал в атаке на позиции противника у монастыря святого Франциска; также он отличился при взятии Сьюдад-Родриго, после чего в составе английских войск выступил в направлении Мадрида. Дальнейшие успехи англичан, однако, были сведены на нет из-за политических интриг, и им пришлось отступить. 25 апреля 1707 года полк вступил в битву при Альмансе, сражаясь в составе союзных английских, португальских и австрийских войск под командованием графа Голуэя против французских войск, которыми командовал герцог Бервик: союзники потерпели поражение, не выдержав натиска превосходивших их по численности противников, а сам полк был почти полностью уничтожен. В частности, погиб лейтенант Брэди, а в плен к французско-испанским войскам попали подполковник Кирк и множество офицеров. В 1708 году полк покинул Испанию и вернулся в Англию для пополнения личного состава, а подполковник Кирк позже был освобождён из плена и вернулся в Англию, где его 19 сентября 1710 года произвели в генерал-лейтенанты и назначили командиром полка.
В 1711 году 5 тысяч человек из состава полка по приказу генерала Хилла отправились в американские колонии, предприняв попытку захвата Квебека. Экспедиция достигла устья реки Святого Лаврентия 21 августа, но на пути к континенту понесла большие потери из-за штормов. Полк Кирка вернулся в Плимут 9 октября того же года, а 31 марта 1713 года Утрехтский мир положил конец войне за испанское наследство. В июне 1728 года король Георг II провёл смотр полка; в том же месяце и июле солдаты полка несли службу в почётном карауле в Танбридж-Уэллс, где проживала принцесса Амелия. В 1730 году полк был направлен в Гибралтар, где в 1739 году застал начало англо-испанской войны, однако в боях не участвовал, а в 1748 году между странами был заключён мир. Годом позже полк был направлен в Ирландию, где находился в годы Семилетней войны, ожидая возможного вторжения французов. В июне 1765 года полк был переведён на остров Мэн, где нёс гарнизонную службу до 1768 года.
В феврале 1768 года 2-й пехотный полк был переведён в Корк, откуда чуть позже отправился в Гибралтар, сменив там 54-й пехотный полк. 26 декабря 1775 года полк вернулся в Англию, высадившись в Портсмуте: командир полка подполковник Освальд издал несколько распоряжений, в которых призвал полк продолжать исправно исполнять свои обязанности и в самой Англии, на территории которой солдаты полка не появлялись почти полвека. На родине полк после возвращения начал нести гарнизонную службу в Олтоне и Фарнеме, а оттуда 9 мая 1776 года двинулись на север. В Лондоне смотр войск провели полковник Чарльз Монтагю (14 мая) и король Георг III (17 мая), а 26 мая полк уже разместился в казармах Тайнмута, где нёс службу три года. Летом 1779 года полк участвовал в учениях в Уорли-Коммоне, а в июне 1780 года принимал участие в подавлении мятежа лорда Гордона. Осенью 1783 года полк отплыл в Гибралтар, где некоторое время им командовал принц Эдуард, будущий герцог Кентский. 25 марта 1792 года полк покинул Гибралтар, прибыв в Портсмут 24 апреля. 22 июля он был расквартирован в Уикем-Бушез (англ. Wickham Bushes) под Бэгшотом вместе с 3-м, 14-м и 29-м пехотными полками и с двумя батальонами Королевской артиллерии: там состоялся смотр войск.

### Наполеоновские войны
В феврале 1793 года 2-му полку было приказано явиться в Дувр и Фолкстон для охраны французских военнопленных, захваченных во время боёв против Революционной Франции. За время несения службы в этих городах в состав полка вошли ещё две отдельные роты и бригада 6-фунтовых артиллерийских орудий. В августе того же года личный состав 2-го пехотного полка был преобразован в части морской пехоты в составе флота Ла-Манша под командованием адмирала графа Хау. 1 июня 1794 года солдаты полка приняли участие в морском сражении, известном как Славное первое июня: бойцы 2-го полка числились в экипажах кораблей «Куин Шарлотт» (флагман), «Расселл», «Дефенс», «Ройял Джордж» и «Маджестик». В благодарность за службу на флоте полку был пожалован знак отличия — Морская корона с подписью «1 июня 1794» (1 June 1794) на знамени полка. 24 ноября того же года полк почти полным составом (кроме двух рот) вернулся на берег: из 10 сошедших на берег рот 29 ноября был образован 2-й батальон, а оставшиеся на море две роты образовали 1-й батальон, продолжив службу в морской пехоте и дожидаясь момента возвращения в состав полка.
29 марта 1795 года отправившийся в Вест-Индию 2-й батальон 2-го пехотного полка прибыл в залив Карлайл в Барбадосе. Он принял участие в захватах Гваделупы, причём в победе над французами определённую роль сыграли неорганизованность французских частей, в которых несли службу мулаты и чернокожие, рабовладельцы и рабы. Однако эта же дезорганизованность ударила и по британцам, а жёлтая лихорадка погубила значительную часть личного состава 2-го батальона (так, к 1795 году на Мартинике оставалось всего 162 человек из состава полка). Две фланговые роты 2-го батальона вернулись в июле 1795 года на Гернси, а через месяц отбыли в Портсмут: личный состав 2-го батальона был к октябрю полностью переведён в новый боеспособный 1-й батальон, который 18 ноября 1795 года отплыл из Портсмута в составе большой экспедиции в Вест-Индию. В Ла-Манше экспедиция попала в бурю около Уэймута, лишившись множества кораблей и потеряв много людей: среди потерь были и две фланговые роты под командованием майора Эйре. В феврале 1796 года корабли прибыли на Мартинику, а уцелевшие части вошли в состав 2-го батальона, нёсшего уже службу на острове. В 1797 году личный состав полка захватил испанский Тринидад.
В 1798 году полк подавлял восстание в Ирландии, в 1799 году участвовал в совместной англо-русской экспедиции в Голландию, окончившейся неудачей. В 1800 году участвовал в неудачной экспедиции к Ферролю, после её провала отплыл в Египет: участвовал в сражении при Александрии, отражении её осады и обороне Форт-Жюльена. Полк участвовал также в ряде сражений Пиренейских войн: в частности, в битвах при Вимейру и при Корунье. После неудачной экспедиции в Голландию полк вернулся в Испанию и продолжил бои против французов: в частности, сражался при Фуэнтес-де-Оньоро, осаждал Сьюдад-Родриго, бился при Саламанке и неудачно пытался взять Бургос. К зиме 1812 года полк понёс серьёзные потери как убитыми в боях, так и умершими от болезней, вследствие чего четыре его роты объединились со 2-м батальоном 53-го Шропширского пехотного полка во 2-й временный батальон, а шесть рот отправились домой для отдыха и восстановления сил. В составе 4-й дивизии временный батальон сражался в битве при Витории 21 июня 1813 года, в которой войска герцога Веллингтона нанесли поражение французам и вытеснили их с территории Испании. Также полк осаждал Сан-Себастьян и бился с французами в 1814 году при Ортезе и при Тулузе.

### Викторианская эпоха

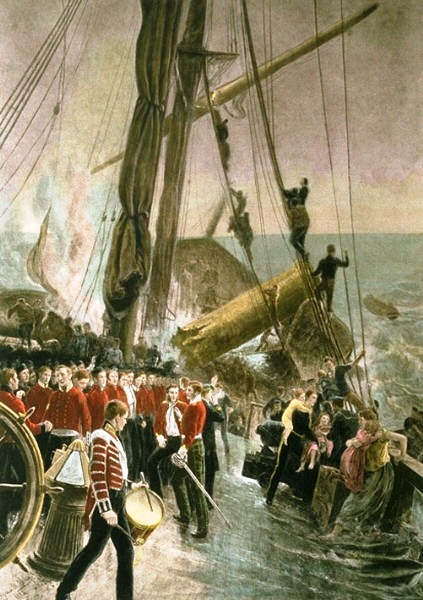
Чарльз Напьер Хеми. «Крушение „HMS Birkenhead (1845)“» (1892)

В 1839 году, в самом начале первой англо-афганской войны полк нёс гарнизонную службу в Белуджистане. Во время войны он входил в состав 1-й бригады, которой командовал бригадный генерал Уилшир (туда входили также 19-й туземный пехотный полк и 17-й пехотный полк Британской армии). К Кабулу британцы продвигались в тяжёлых условиях из-за нехватки продовольствия, сильной жары и отсутствия дорог. В июне 1839 года полк участвовал в штурме города Газни при том, что у британцев не было тяжёлого снаряжения: под прикрытием темноты британские сапёры взорвали Кабульские ворота города на рассвете 23 июля 1839 года. Полк потерял в бою 4 человека убитыми и 33 ранеными, включая шесть офицеров. Взятие Газни открыло британцам дорогу на Кабул, до которого они добрались 8 августа. Значительная часть британских частей вернулась в Индию, доверив небольшому отряду оккупационных сил нести службу в Афганистане. Полк Её Величества вернулся в Индию через Боланский перевал на юге, а на обратном пути войска бригадного генерала Уилшира, в расположении которых и находился полк, захватили Калат. В Афганистане полк оккупационную службу не нёс, а гарнизон Кабула в 1842 году был разгромлен восставшими афганцами.
В 1851 году во время восьмой войны англичан против коса полк был переброшен в Капскую колонию. 25 февраля 1852 года отряд из 51 человека под командованием матроса Бойланда находился на корабле «Беркенхед», который шёл из Саймонстауна в Порт-Элизабет, но разбился о скалы. На палубе собрались войска, которые должны были обеспечить безопасность женщин и детей, садившихся в спасательные шлюпки. Корабль пошёл ко дну сразу же после эвакуации женщин и детей: большая часть солдат утонула или погибла в пастях акул. Геройский поступок личного состава послужил примером для экипажей других кораблей. В 1857 году 1-й батальон был воссоздан после преобразования 2-го батальона и отправился в Китай три года спустя участвовать в опиумной войне, отличившись в третьей битве за форты Дагу и в захвате Пекина.
В 1870-е годы полк, который почти не затронули реформы Кардуэлла, располагался в казармах Стаутон в Гилдфорде (1873 год). Реформы Чайлдерса также обошли полк стороной, поэтому объединения полка с другим не состоялось — но с 1 июля 1881 года он назывался Её Величества (Королевский западносуррейский полк). В 1897—1898 годах участвовал в Тирахской кампании в Северо-Западной пограничной провинции.
1-й батальон нёс службу на Мальте с 1891 года, а затем в Индии: до 1902 года в Равалпинди, после 1902 года — в Пешаваре около Хайберского прохода на границе с Афганистаном. 2-й батальон участвовал в 1886—1888 годах в третьей англо-бирманской войне, в 1899—1904 годах нёс службу в Южной Африке и участвовал во второй англо-бурской войне. 3-й батальон ополчения был создан на основе 2-го батальона королевского ополчения Суррея (штаб располагался в Гилдфорде) и в декабре 1899 года с личным составом в 550 человек отправился в Южную Африку, вернувшись в мае 1902 года в Гилдфорд и удостоившись торжественной встречи в городе.
В рамках реформ Хью Чайлдерса в состав полка вошли два добровольческих батальона, образованных в 1859 и 1860 годах на случай вторжения на Британские острова. 1-й добровольческий батальон создан на основе 2-го Суррейского стрелкового добровольческого корпуса (старые казармы на Митчем-роуд в Кройдоне), 2-й добровольческий батальон создан на основе 4-го Суррейского добровольческого корпуса в Райгейте. Оба добровольческих батальона отмечены воинскими почестями за участие в кампаниях и сражениях.
В 1908 году министр обороны Ричард Холдейн провёл серию реформ, в ходе которых ополчение было преобразовано в Особый резерв, а добровольческие части стали Территориальными силами. В составе батальона теперь были 3-й батальон Особого резерва, 4-й батальон Территориальных сил (старые казармы на Митчем-роуд в Кройдоне) и 5-й батальон на террасе Сендфилд в Гилфорде (снесена).

### Первая мировая война
| Список батальонов полка Её Величества в Первой мировой войне (1914—1918) | Список батальонов полка Её Величества в Первой мировой войне (1914—1918) | Список батальонов полка Её Величества в Первой мировой войне (1914—1918) | Список батальонов полка Её Величества в Первой мировой войне (1914—1918)                                                               |                  |
| Батальон                                                                 | Образован                                                                | Место службы                                                             | Судьба |                  |
| Регулярные части                                                         | Регулярные части                                                         | Регулярные части                                                         | Регулярные части | Регулярные части |
| ------------------------------------------------------------------------ | ------------------------------------------------------------------------ | ------------------------------------------------------------------------ | --- | ---------------- |
| 1-й                                                                      | 1661 год                                                                 | Западный фронт                                                           | |                  |
| 2-й                                                                      | 1663 год                                                                 | Западный фронт, Италия                                                   | |                  |
| Особый резерв                                                            |                                                                          |                                                                          | |                  |
| 3-й (резервный)                                                          |                                                                          | Великобритания                                                           | |                  |
| Территориальные силы                                                     |                                                                          |                                                                          | |                  |
| 1/4-й                                                                    | 1859 год                                                                 | Индия                                                                    | Преобразован в 4-й батальон в межвоенные годы                                                                                          |                  |
| 1/5-й                                                                    | 1859 год                                                                 | Индия, Месопотамия                                                       | |                  |
| 2/4-й                                                                    | Кройдон, август 1914 года                                                | Галлиполи, Палестина, Западный фронт                                     | Расформирован в феврале 1919 года |                  |
| 2/5-й                                                                    | Гилфорд, сентябрь 1914 года                                              | Великобритания                                                           | Расформирован в сентябре 1917 года |                  |
| 3/4-й                                                                    | Виндзор, июнь 1915 года                                                  | Западный фронт                                                           | Расформирован 11 февраля 1918 года |                  |
| 3/5-й                                                                    | Гилфорд, июнь 1915 года                                                  | Великобритания                                                           | Преобразован в 5-й (резервный) батальон 8 апреля 1916 года                                                                             |                  |
| 4/4-й                                                                    | Кройдон, июль 1915 года                                                  | Великобритания                                                           | Преобразован в 4-й (резервный) батальон                                                                                                |                  |
| 4-й (резервный)                                                          | 8 апреля 1916 года                                                       | Великобритания                                                           | Расформирован в 1919 году |                  |
| 5-й (резервный) батальон                                                 | 8 апреля 1916 года                                                       | Великобритания                                                           | Присоединён к 4-му (резервному) батальону 1 сентября 1916 года                                                                         |                  |
| 19-й                                                                     | Лоустофт, 1 января 1917 года                                             | Великобритания                                                           | Расформирован в 1919 году |                  |
| 20-й                                                                     | Кромер, 1 июня 1918 года                                                 | Великобритания                                                           | Присоединён к 21-му батальону Миддлсексского полка, 3 июля 1918 года                                                                   |                  |
| Новая армия                                                              |                                                                          |                                                                          | |                  |
| 6-й (служебный)                                                          | Гилфорд, август 1914 года                                                | Западный фронт                                                           | Расформирован в 1919 году |                  |
| 7-й (служебный)                                                          | Гилфорд, сентябрь 1914 года                                              | Западный фронт                                                           | Расформирован в 1919 году |                  |
| 8-й (служебный)                                                          | Гилфорд, сентябрь 1914 года                                              | Западный фронт                                                           | Расформирован в 1919 году |                  |
| 9-й (резервный)                                                          | Грейвзенд, октябрь 1914 года                                             | Великобритания                                                           | Присоединён к учебному резервному батальону 5-й учебной бригады 1 сентября 1916 года                                                   |                  |
| 10-й (учебный) Баттерсийский                                             | Баттерси, 3 июня 1915 года                                               | Западный фронт, Италия                                                   | Расформирован в 1920 году |                  |
| 11-й (резервный) Ламбетский                                              | Ламбет, 16 июня 1915 года                                                | Западный фронт, Италия                                                   | Расформирован в 1920 году |                  |
| 12-й (резервный)                                                         | Колдхарбор-Лейн, Брикстон, октябрь 1915 года                             | Великобритания                                                           | Преобразован в 97-й учебный резервный батальон 1 сентября 1916 года                                                                    |                  |
| Прочие                                                                   |                                                                          |                                                                          | |                  |
| 13-й (рабочий)                                                           | Балмер, 1916 год                                                         | Франция                                                                  | Переведён в Трудовой корпус 1 июня 1917 года                                                                                           |                  |
| 14-й (рабочий)                                                           | Кроли, 1916 год                                                          | Салоники                                                                 | Переведён в Трудовой корпус 1 июня 1917 года                                                                                           |                  |
| 15-й (рабочий)                                                           | Кроли, 1916 год                                                          | Франция                                                                  | Переведён в Трудовой корпус 1 июня 1917 года                                                                                           |                  |
| 16-й (внутренней службы)                                                 | Фарнем, 11 ноября 1916                                                   | Великобритания                                                           | Расформирован в 1919 году |                  |
| 17-й (рабочий)                                                           | Кроли, ноябрь 1916 года                                                  | Великобритания                                                           | Переведён в Трудовой корпус, вместе с 18-м (рабочим) батальоном преобразован в июне 1917 года в Трудовой центр Восточного командования |                  |
| 18-й (рабочий)                                                           | Кроли, ноябрь 1916 года                                                  | Великобритания                                                           | Переведён в Трудовой корпус, вместе с 17-м (рабочим) батальоном преобразован в июне 1917 года в Трудовой центр Восточного командования |                  |
| 51-й (выпускников)                                                       | Торсби, 27 октября 1917 года                                             | Великобритания                                                           | Расформирован в 1919 году |                  |
| 52-й (выпускников)                                                       | Колчестер, 27 октября 1917 года                                          | Великобритания                                                           | Расформирован в 1919 году |                  |
| 53-й (молодых бойцов)                                                    | Сент-Олбанс, 27 октября 1917 года                                        | Великобритания                                                           | Расформирован в 1919 году |                  |

#### Регулярные войска
1-й батальон прибыл в Гавр в составе 3-й пехотной бригады 1-й пехотной дивизии 13 августа 1914 года и участвовал в битве при Монсе, первой битве на Марне, первой битве на Ипре, битве на хребте Обер, битве при Лоосе, , прорыве Линии Гинденбурга, битве при Белькуре, битве при Бродзейнде, бойне при Пашендейле и битве при Аррасе. 2-й батальон прибыл из Южной Африки в Зеебрюгге в составе 22-й пехотной бригады 7-й пехотной дивизии в октябре 1914 года и участвовал в битве при Ипре, битве на хребте Обер, битве при Фестубере, битве при Лоосе и битве на Сомме до ноября 1917 года, после чего отправлен на Итальянский фронт, где участвовал в битве на реке Пьява и битве при Витторио-Венето.

#### Территориальные силы
1/4-й батальон прибыл в Индию в октябре 1914 года в составе 131-й Суррейской пехотной бригады 44-й пехотной дивизии и нёс службу на территории Северо-Западной пограничной провинции на протяжении всей Первой мировой войны, а в 1919 году участвовал в Третьей англо-афганской войне. С ним до декабря 1915 года в Индии служил 1/5-й батальон, позже отправленный в Месопотамию.
После отправки территориальных батальонов 1-й линии началось образование батальонов 2-й и 3-й линий — под названиями 2/4-го, 2/5-го и так далее. Для обучения новобранцев был создан 4/4-й батальон, который позже вместе с 3/5-м был объединён в 4-й резервный батальон. 2/4-й батальон участвовал в Галлиполийской кампании, сражался в Египте и в Палестине в составе 53-й Уэльской пехотной дивизии, а затем сражался на Западном фронте Первой мировой войны в составе 34-й пехотной дивизии под командованием французских войск вплоть до ноября 1918 года. 3/4-й батальон был на фронте с августа 1917 года и воевал в составе 21-й пехотной дивизии, сражаясь в битвах при Бродзейнде и при Камбре, а в феврале 1918 года разделён для подготовки резерва. Также из резервов Домашней службы (англ. Home Service) были образованы 19-й и 20-й территориальные батальоны.

#### Новая армия

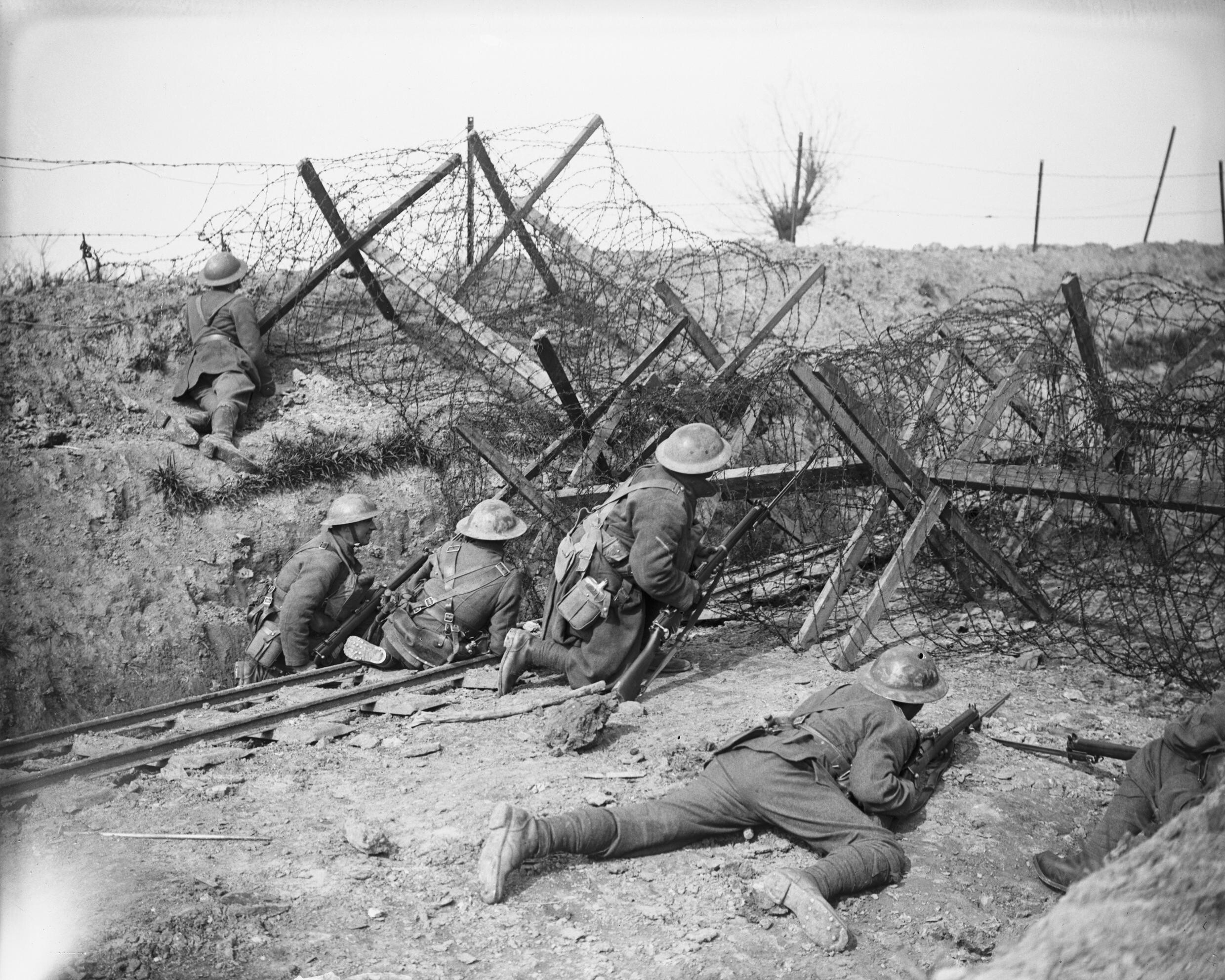
Солдаты 10-го (служебного) батальона Западносуррейского полка на позициях у Сент-Жана, 29 апреля 1918 года

В составе Армии Китченера были образованы следующие батальоны:
- 6-й (служебный) батальон — в составе 12-й Восточной пехотной дивизии[англ.], участвовал в боях на Западном фронте[95]
- 7-й (служебный) батальон — в составе 18-й Восточной пехотной дивизии[англ.], участвовал в боях на Западном фронте[96].
- 8-й (служебный) батальон — в составе 24-й пехотной дивизии[англ.], участвовал в боях на Западном фронте[97]
- 9-й (служебный) батальон — занимался обучением призывников, резервный батальон с апреля 1915 года[84]
- 10-й (служебный) батальон Баттерси — образован в Лондонском боро Баттерси, в составе 41-й пехотной дивизии[англ.], участвовал в боях на Западном фронте[98]
- 11-й (служебный) батальон Ламбет — образован в Лондонском боро Ламбет, в составе 41-й пехотной дивизии[англ.], участвовал в боях на Западном фронте[98]
- 12-й (служебный) батальон — занимался обучением призывников, 97-й учебный резервный батальон с сентября 1916 года[84]

#### Другие батальоны
- 13-й (служебный) батальон — участвовал в боях на Западном фронте, с июня 1917 года в Трудовом корпусе[англ.][84]
- 14-й (служебный) батальон — участвовал в боях на Салоникском фронте, с июня 1917 года в Трудовом корпусе[84]
- 15-й (служебный) батальон — участвовал в боях на Западном фронте, с июня 1917 года в Трудовом корпусе[84]
- 16-й (внутренней службы) батальон — нёс службу в Великобритании[84]
- 17-й (служебный) батальон — нёс службу в Великобритании, с июня 1917 года в Трудовом корпусе[84]
- 18-й (служебный) батальон — нёс службу в Великобритании, с июня 1917 года в Трудовом корпусе[84]

В январе 1919 года в Гилфорде был устроен приём для солдат полка, вернувшихся из плена. Каждому была вручена медаль «Добро пожаловать домой»: на одной стороне была изображена кокарда полка, на другой подпись «Добро пожаловать домой пленным солдатам полка Её Величества» (англ. Prisoners of War The Queens Regiment Welcome Home) с надписью римскими цифрами MCMXVIII (1918 год).

### Межвоенные годы
В межвоенные годы 1-й батальон нёс гарнизонную службу на территории метрополии и в её колониях. 2-й батальон участвовал в Вазиристанской кампании для усмирения взбунтовавшихся племён, не прекративших вооружённую борьбу после Третьей англо-афганской войны. Нёс службу в Подмандатной Палестине и подавлял арабское восстание, бушевавшее в 1936—1939 годах. 4-й и 5-й батальоны были переведены в Территориальную армию в составе 131-й Суррейской пехотной бригады, наравне с 5-м и 6-м батальонами Восточно-Суррейского полка. В конце 1930-х годов 4-й батальон был преобразован в 63-й Её Величества прожекторный полк Королевской артиллерии. Позже полк был разделён на 22-й и 24-й батальоны Лондонского полка, расформированного в 1938 году, а затем они стали 6-м Бермондсейским и 7-м Саутворскским батальонами Её Величества королевского Западно-Суррейского полка и вместе с 5-м батальоном вошли в состав 131-й Суррейской пехотной бригады.

### Вторая мировая война
| Список батальонов полка Её Величества во Второй мировой войне (1939—1945) | Список батальонов полка Её Величества во Второй мировой войне (1939—1945) | Список батальонов полка Её Величества во Второй мировой войне (1939—1945) | Список батальонов полка Её Величества во Второй мировой войне (1939—1945)                                                                   |                  |
| Батальон                                                                  | Образован                                                                 | Место службы                                                              | Судьба |                  |
| Регулярные части                                                          | Регулярные части                                                          | Регулярные части                                                          | Регулярные части | Регулярные части |
| ------------------------------------------------------------------------- | ------------------------------------------------------------------------- | ------------------------------------------------------------------------- | --- | ---------------- |
| 1-й                                                                       | 1661 год                                                                  | Индия (Северо-Западная пограничная провинция), Бирма                      | Продолжил службу до 1959 года |                  |
| 2-й                                                                       | 1663 год                                                                  | Египет, Сирия, Цейлон, Бирма                                              | Расформирован в 1948 году |                  |
| 1/5-й                                                                     | 1859 год                                                                  | Франция, Дюнкерк, Северная Африка, Тунис, Италия, Северо-Западная Европа  | Объединён с 6-м батальоном и 565-м лёгким зенитным артиллерийским полком в 3-й батальон 1 мая 1961 года                                     |                  |
| 1/6-й (бермондсийский)                                                    | 1937 год                                                                  | Франция, Дюнкерк, Северная Африка, Тунис, Италия, Северо-Западная Европа  | Объединён с 5-м батальоном и 565-м лёгким зенитным артиллерийским полком в 3-й батальон 1 мая 1961 года                                     |                  |
| 1/7-й (саутуоркский)                                                      | 1937 год                                                                  | Франция, Дюнкерк, Северная Африка, Тунис, Италия, Северо-Западная Европа  | Как 7-й (саутуоркский) батальон преобразован 1 апреля 1947 года в 7-й батальон 622-го тяжёлого зенитного артиллерийского полка              |                  |
| 2/5-й                                                                     | 1939 год                                                                  | Франция, Дюнкерк, Италия                                                  | Присоединён к 1/5-му батальону, преобразован в 5-й батальон 1 января 1947 года                                                              |                  |
| 2/6-й (бермондсийский)                                                    | 1939 год                                                                  | Франция, Дюнкерк, Италия                                                  | Присоединён к 1/6-му (бермондсийскому) батальону, преобразован в 6-й (бермондсийский) батальон 1 апреля 1947 года                           |                  |
| 2/7-й (саутуоркский)                                                      | 1939 год                                                                  | Франция, Дюнкерк, Италия                                                  | Присоединён к 1/7-му (саутуоркскому) батальону 1 апреля 1947 года                                                                           |                  |
| 11-й (внутренней службы)                                                  | 1939 год                                                                  | Великобритания                                                            | Преобразован в 30-й батальон в августе 1943 года                                                                                            |                  |
| 12-й (внутренней службы)                                                  | 1939 год                                                                  | Великобритания                                                            | Присоединён к 10-му (внутренней службы) батальону Миддлсексского полка, преобразован в 30-й батальон Миддлсексского полка 24 июля 1941 года |                  |
| 14-й                                                                      | Дорчестер, 4 июля 1940                                                    | Великобритания                                                            | Преобразован в 99-й лёгкий зенитный артиллерийский полк 1 декабря 1941 года                                                                 |                  |
| 15-й                                                                      | 9 октября 1940 из 50-го (сдерживающего) батальона                         | Великобритания                                                            | Расформирован 4 декабря 1943 года |                  |
| 20-й                                                                      | Олдершот, 27 мая 1940 года из 5-го батальона Шотландской гвардии          | Великобритания                                                            | Расформирован 3 мая 1940 года |                  |
| 30-й                                                                      | Август 1943 года из 11-го батальона                                       | Великобритания                                                            | Присоединён к 30-му батальону Миддлсексского полка в октябре 1945 года                                                                      |                  |
| 31-й                                                                      | Олдершот                                                                  | Великобритания                                                            | Расформирован 15 мая 1946 года |                  |
| 50-й (сдерживающий)                                                       | Кейтерем, май 1940 года                                                   | Великобритания                                                            | Преобразован в 15-й батальон 9 октября 1940 года                                                                                            |                  |
| 70-й (молодых бойцов)                                                     | 16 сентября 1940 из двух рот 11-го (внутренней службы) батальона          | Великобритания                                                            | Преобразован в 17-й учебный батальон физподготовки (англ. 17th PTC) в 1942 году                                                             |                  |

#### Регулярная армия

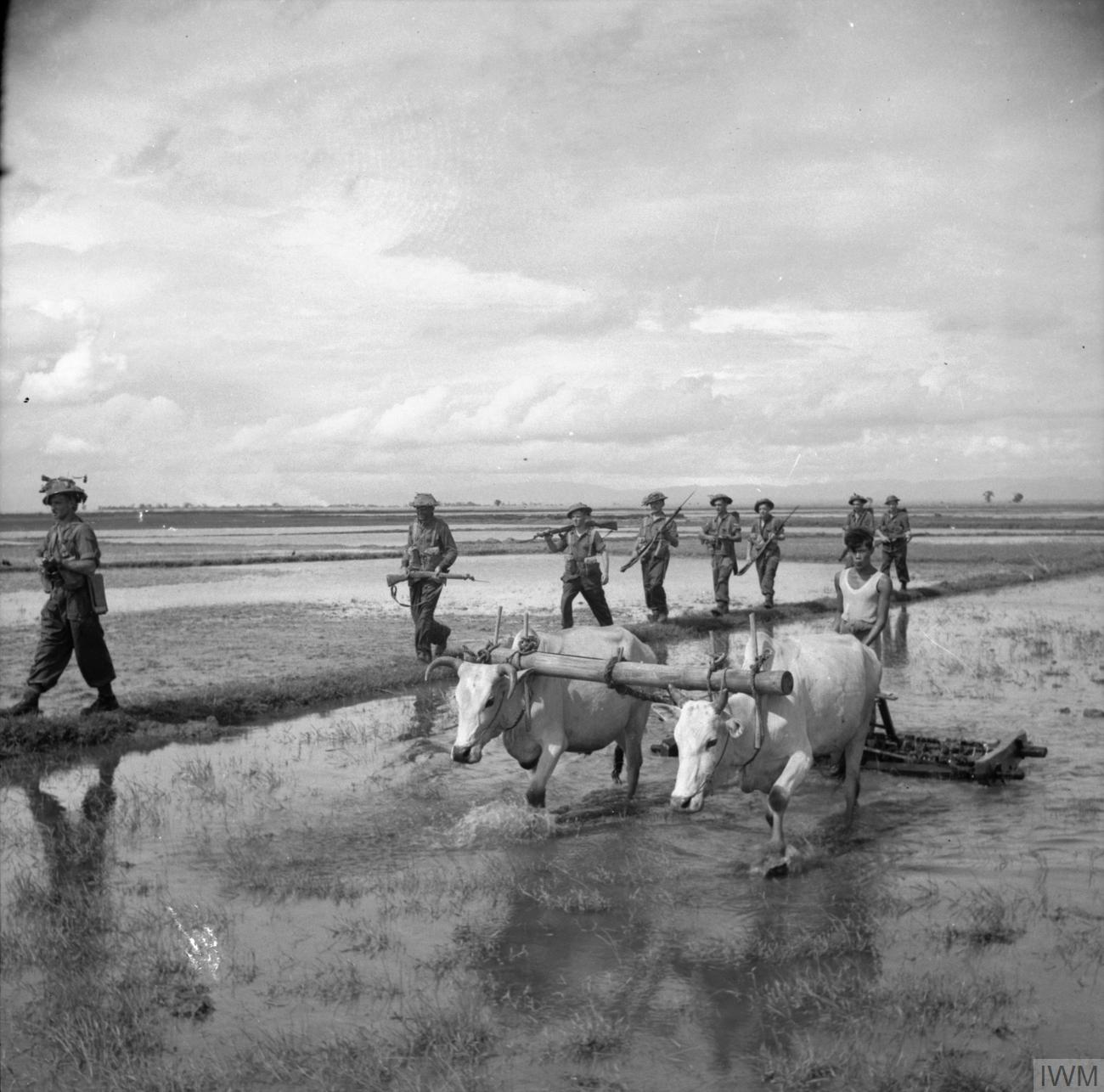
Патруль 1-го батальона Её Величества королевского западносуррейского полка в Бирме, 12—13 июля 1945

1-й батальон встретил начало Второй мировой войны в Индии, в бой вступил в 1942 году против сил Императорской армии Японии в Бирманской кампании в составе 33-й Индийской пехотной бригады, 7-й пехотной дивизии, 14-й армии — последней командовал генерал-лейтенант Уильям Слим.
2-м батальоном командовал подполковник Роберт Росс до апреля 1940 года: батальон участвовал в боях на Ближнем Востоке, в Сирии и Ливане, а затем отправился на Дальний Восток. 2-й батальон числился в составе 16-й пехотной бригады 6-й пехотной дивизии (позже в составе 70-й пехотной дивизии), участвовал в боевых действиях спецподразделения «чиндитов», созданных бригадиром Ордом Уингейтом. В связи с понесёнными потерями 2-й батальон был снова преобразован в обычный пехотный батальон и получил прозвище «Злосчастная пехота» (англ. Poor Bloody Infantry); служил в составе 29-й пехотной бригады 36-й пехотной дивизии с мая 1945 года.

#### Территориальная армия

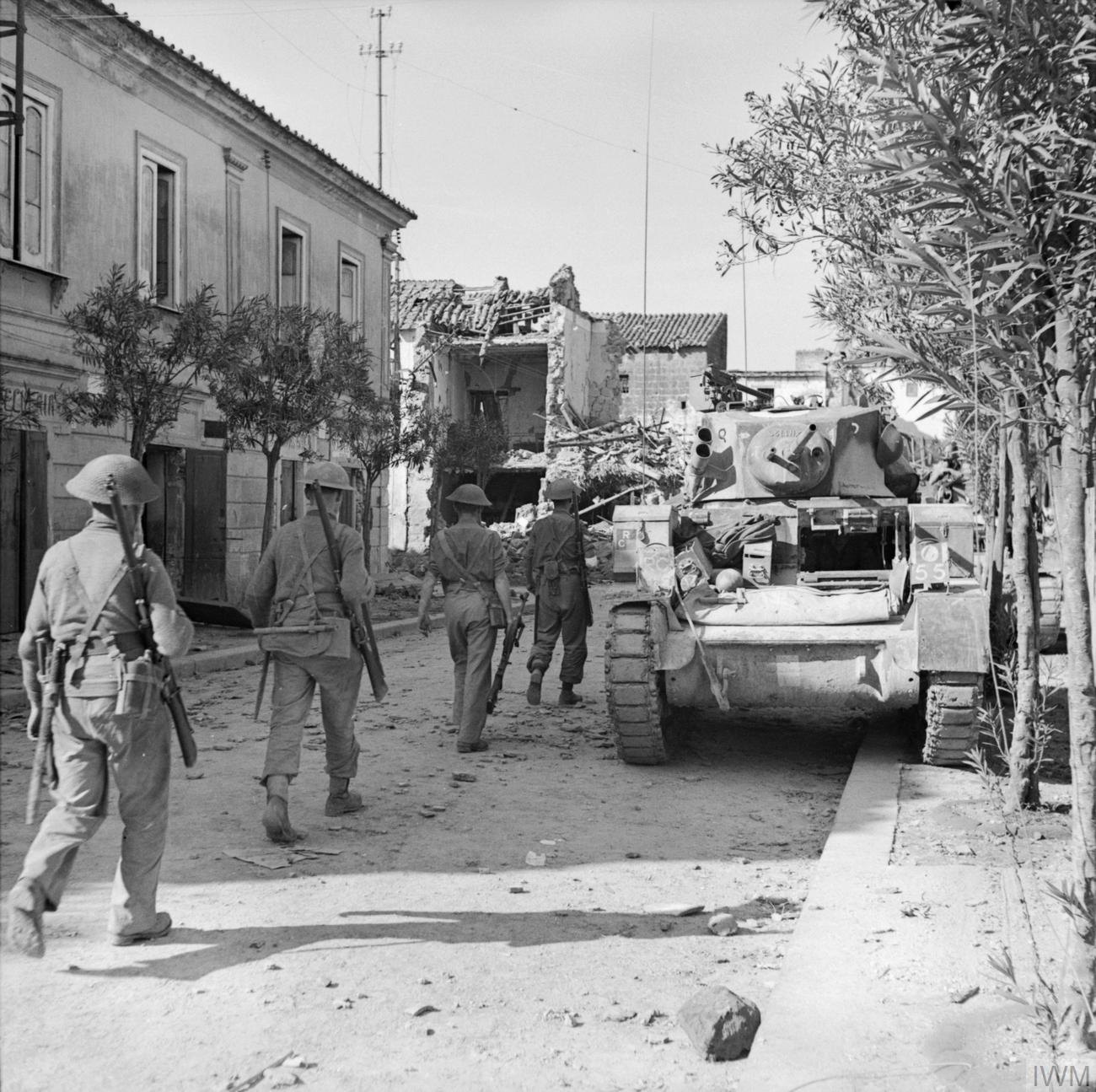
Солдаты 1/7-го батальона проходят около танка «Стюарт» в Граццанизе, Италия, 12 октября 1943

1/5-й, 1/6-й и 1/7-й батальоны были батальонами 1-й линии Территориальной армии и числились в 131-й пехотной бригаде 44-й пехотной дивизии домашних графств — дивизии 1-й линии Территориальной армии. Дивизия была отправлена в 1940 году во Францию в составе Британских экспедиционных сил, где участвовала в боях против немцев и последующей эвакуации из Дюнкерка. После возвращения в Англию дивизией некоторое время командовал генерал-майор Брайан Хоррокс. В середине 1942 года дивизия была отправлена в Северную Африку, где в составе 8-й британской армии сражалась при Алам эль-Халфе и при Эль-Аламейне. 131-я бригада участвовала в боях до конца войны уже как часть 7-й бронетанковой дивизии, сражаясь в Тунисе, Италии и в Западной Европе (в том числе участвовала в высадке в Нормандии, боях за Кан и Арнем). 3 декабря 1944 года из-за тяжёлых потерь и нехватки личного состава 1/6-й и 1/7-й батальоны в процессе реорганизации 131-й бригады были выведены из её состава, отправившись обратно в Великобританию, где они были переквалифицированы в учебные части.

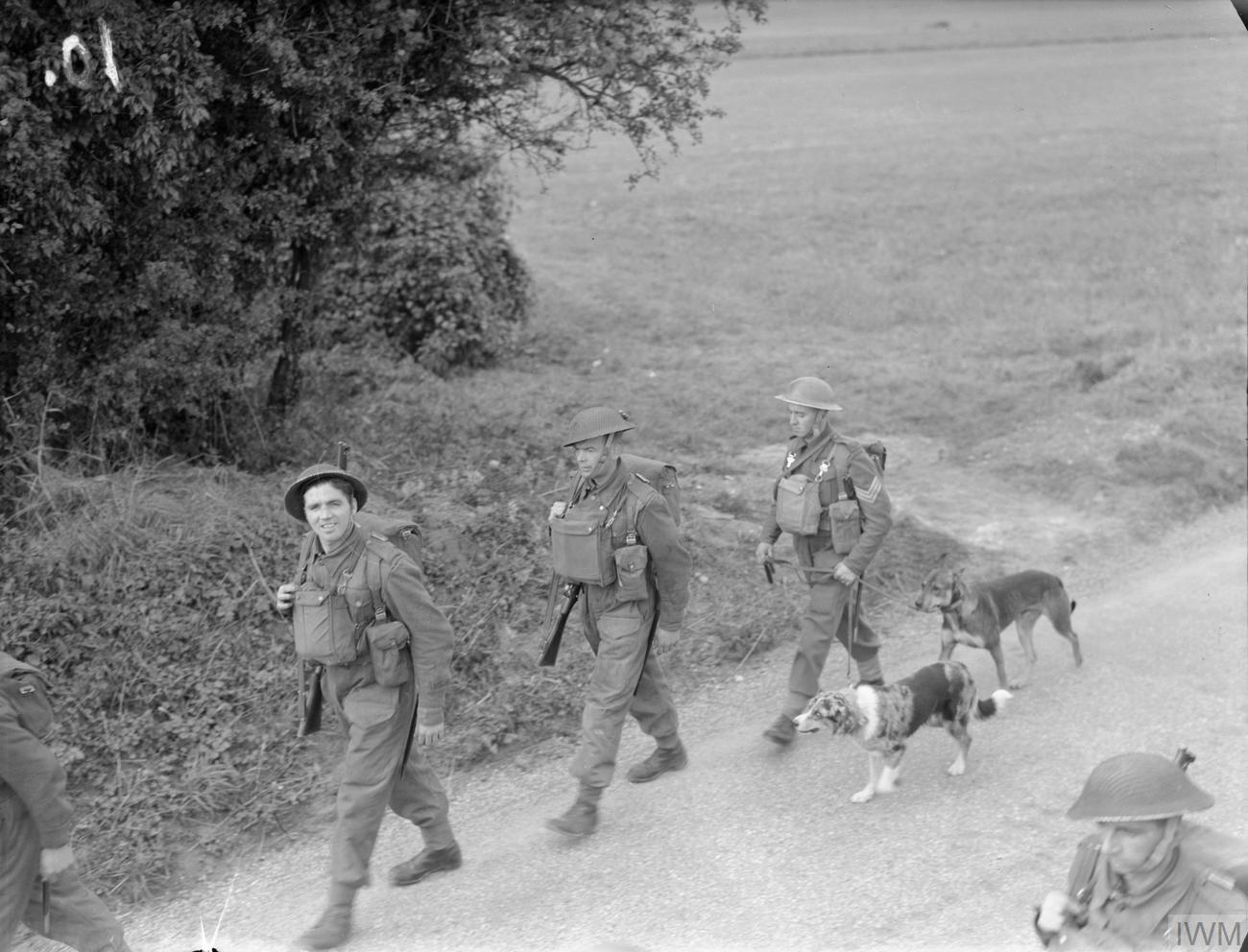
Пехотинцы Западносуррейского полка патрулируют с собаками местность у Барнема, 13 октября 1941 года

2/5-й, 2/6-й и 2/7-й батальоны были батальонам 2-й линии Территориальной армии и числились в 35-й пехотной бригаде 12-й Восточной пехотной дивизии — дивизии 2-й линии территориальной армии, резервной для 44-й пехотной дивизии домашних графств. Они участвовали в боях во Франции в 1940 году и понесли огромные потери из-за нехватки опыта, вследствие чего немедленно были эвакуированы из Дюнкерка и расформированы по возвращении в Великобританию. 35-я бригада была переименована позже в 169-ю (3-ю Лондонскую) пехотную бригаду, которая несла службу в составе 56-й дивизии и участвовала в операции «Лавина» (десантирование при Салерно), Анцио-Неттунской операции и Северо-Итальянской операции.

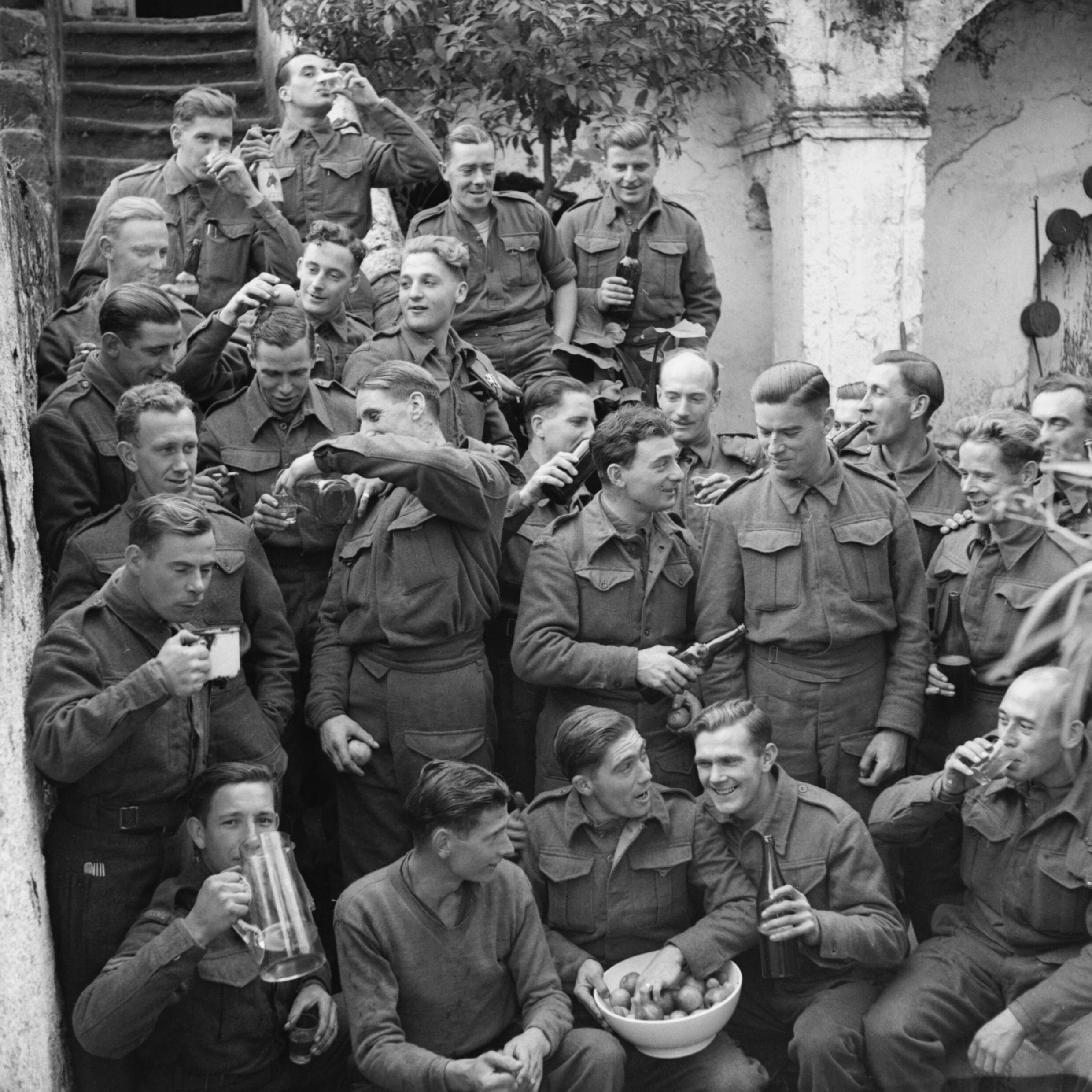
Бойцы 2/6-го батальона отмечают Рождество в Италии, 25 декабря 1943 года

63-й Её Величества прожекторный полк (бывший 4-й батальон Западносуррейского полка) был в составе Командования ПВО Великобритании во время битвы за Британию и авианалётов на Лондон, затем был преобразован в 127-й Её Величества лёгкий полк ПВО Королевской артиллерии. Он использовал 40-мм пушки Bofors L60 для обороны гавани Малберри после высадки в Нормандии, а затем обеспечивал оборону Антверпена в конце войны. Во время войны были образованы и другие батальоны для обеспечения территориальной обороны или обучения солдат, но все они не покидали территорию Великобритании и оказывали поддержку уже несущим службу за пределами страны воинским частям. Так, в 1940 году был образован 13-й батальон для пополнения личного состава 80-й резервной пехотной дивизии. 14-й батальон появился в начале июля 1940 года в Дорчестере, командиром батальона стал подполковник Александр Уилкинсон, в октябре 1940 года батальон был введён в состав 201-й отдельной пехотной бригады, которая охраняла побережье. 1 декабря 1941 года батальон был преобразован в 99-й лёгкий зенитный артиллерийский полк (полк ПВО) Королевской артиллерии, который нёс службу в Италии.

### После войны
В 1948 году был расформирован 2-й батальон, личный состав которого перешёл в 1-й батальон, почти расформированный в 1947 году. 1-й батальон нёс службу в Берлине в 1949 году, затем был переведён в Изерлон в состав группы британских войск на Рейне, в 5-ю пехотную бригаду 2-й пехотной дивизии, где числился до 1953 года. 1-й батальон участвовал в боях против Малайской национально-освободительной армии во время войны в Малайе 1954—1957 годов, после чего переведён в Германию. В 1959 году 1-й батальон Её Величества королевского западносуррейского полка объединился с 1-м батальоном Восточно-Суррейского полка, на основе которого был создан 1-й батальон Её Величества королевского Суррейского полка. 1 июля 1968 года упоминание о полке Её Величества было удалено из батальона; в настоящее время правопреемником полка может считаться 1-й батальон Королевского полка принцессы Уэльской.

## Воинские почести
По британским традициям, воинские почести присваиваются тем частям, которые проявили себя в различных боях, и представляют собой нанесение символического названия сражения на штандарт полка. Западносуррейскому полку были присвоены следующие почести (имена приведены в оригинале):
- Tangier 1662-80[англ.], Namur 1695, Ushant, Egypt, Vimiera, Corunna, Salamanca, Vittoria, Pyrenees, Nivelle, Toulouse, Peninsula, Ghuznee 1839[англ.], Khelat[англ.], Afghanistan 1839, South Africa 1851-2-3[англ.], Taku Forts, Pekin 1860, Burma 1885-87, Tirah, Relief of Ladysmith[англ.], South Africa 1899—1902
- The Great War (25 battalions): Mons, Retreat from Mons, Marne 1914 '18, Aisne 1914, Ypres 1914 '17 '18, Langemarck 1914, Gheluvelt, Aubers[англ.], Festubert 1915[англ.], Loos, Somme 1916 '18, Albert 1916[англ.] '18[англ.], Bazentin[англ.], Delville Wood[англ.], Pozières[англ.], Guillemont[англ.], Flers-Courcelette[англ.], Morval[англ.], Thiepval[англ.], Le Transloy[англ.], Ancre Heights[англ.], Ancre 1916[англ.] '18, Arras 1917 '18, Scarpe 1917, Bullecourt, Messines 1917, Pilckem[англ.], Menin Road[англ.], Polygon Wood[англ.], Broodseinde[англ.], Passchendaele, Cambrai 1917 '18, St. Quentin, Bapaume 1918[англ.], Rosières, Avre[англ.], Villers Bretonneux[англ.], Lys, Hazebrouck, Bailleul, Kemmel, Soissonais Ourcq[англ.], Amiens, Hindenburg Line, Épéhy[англ.], St. Quentin Canal, Courtrai[англ.], Selle[англ.], Sambre[англ.], France and Flanders 1914-18, Piave, Vittorio Veneto, Italy 1917-18, Suvla, Landing at Suvla, Scimitar Hill[англ.], Gallipoli 1915, Rumani, Egypt 1915–16[англ.], Gaza, El Mughar[англ.], Jerusalem, Jericho[англ.], Tell 'Asur[англ.], Palestine 1917-18, Khan Baghdadi[англ.], Mesopotamia 1915-18, N W Frontier India 1916-17
- Afghanistan 1919
- The Second World War: Defence of Escaut[англ.], Villers Bocage, Mont Pincon[англ.], Lower Maas[англ.], Roer[англ.], North-West Europe 1940 '44-45, Syria 1941, Sidi Barrani[англ.], Tobruk 1941, Tobruk Sortie, Deir el Munassib[англ.], El Alamein, Advance on Tripoli, Medenine, Tunis, North Africa 1940-43, Salerno[англ.], Monte Stella, Scafati Bridge, Volturno Crossing, Monte Camino[англ.], Garigliano Crossing, Damiano, Anzio, Gothic Line, Gemmano Ridge[англ.], Senio Pocket, Senio Floodbank, Casa Fabri Ridge, Menate, Filo, Argenta Gap[англ.], Italy 1943-45, North Arakan, Kohima, Yenangyaung 1945[англ.], Sittang 1945[англ.], Chindits 1944[англ.], Burma 1943-45
- 4-й и 5-й батальоны: South Africa 1900-02

## Кавалеры Креста Виктории
Крестом Виктории в составе полка были награждены шесть человек:
- Лейтенант (позже бригадный генерал) Уоллес Даффилд Райт[англ.] (экспедиция в Кано-Сокото)[121]
- Капитан (позже генерал-лейтенант) Бернард Сайрил Фрейберг (Первая мировая война)[122]
- Младший лейтенант (капитан) Клемент Робертсон[англ.] (Первая мировая война)[123]
- Лэнс-капрал Джон Уильям Сэйер[англ.] (Первая мировая война)[124]
- Капитан (подполковник) Кристофер Бушелл[англ.] (Первая мировая война)[125]
- Лейтенант Алек Джордж Хорвуд[англ.] (Вторая мировая война)[126][127].

## Командиры полка (полковники)
До утверждения названия полка
- 30 сентября 1661: полковник Генри Мордаунт, 2-й граф Петерборо[англ.][5]
- 9 апреля 1663: полковник Эндрю Резерфорд, 1-й граф Тевиот[англ.][128]
- 10 июня 1664: генерал-лейтенант Генри Норвуд[англ.][129]
- 15 мая 1668: генерал-лейтенант Джон Миддлтон, 1-й граф Миддлтон[130]
- 5 марта 1675: полковник Уильям О’Брайан, 2-й граф Инчикуин[англ.][131]
- 10 ноября 1680: полковник сэр Полмз Фэйрборн[англ.] (умер 27 октября 1680 года, ещё до вступления в должность)[17]
- 19 апреля 1682: генерал-лейтенант Перси Кирк[англ.][18]
- 18 декабря 1691: генерал-майор Уильям Селвин[англ.][28]
- 28 июня 1701: генерал-лейтенант сэр Генри Белласис[англ.][31]

Её Величества королевский пехотный полк (1703)
- 27 февраля 1703: генерал Дэвид Кольяр, 1-й граф Портмор[англ.][35]
- 19 сентября 1710: генерал-лейтенант Перси Кирк[англ.][41]

Личный Её Величества пехотный полк (1727)
- 12 августа 1741: генерал-лейтенант Томас Фоук[англ.][9]

2-й (Её Величества королевский) пехотный полк (1751)
- 12 ноября 1755: генерал Джон Фицуильям[англ.][132]
- 27 ноября 1760: генерал-лейтенант сэр Чарльз Монтагю[англ.][132]
- 7 августа 1777: генерал-лейтенант Дэниел Джонс[англ.][43]
- 20 ноября 1793: генерал-майор Александр Стюарт[англ.][48]
- 20 декабря 1794: генерал Джеймс Коутс[англ.][48]
- 22 июля 1822: генерал-майор сэр Генри Торренс[англ.][133]
- 25 августа 1828: генерал сэр Уильям Кеппел[англ.][134]
- 23 декабря 1834: генерал сэр Джеймс Кемпт[135]
- 7 августа 1846: генерал-лейтенант Александр Джордж Фрейзер, 17-й лорд Салтун[англ.][136]
- 29 августа 1853: генерал-лейтенант сэр Джон Ролт[англ.][137]
- 9 ноября 1856: генерал-лейтенант сэр Джеймс Холмс Шёдде[англ.][138]
- 28 мая 1857: генерал-майор Джон Спинк[англ.][139]
- 15 марта 1877: генерал Клемент Александр Эдвардс[англ.][140]
- 25 марта 1877: генерал Генри Смит[англ.][141]

Её Величества (Королевский западносуррейский полк) (1881)
- 6 июня 1891: генерал Роберт Брюс[англ.][142]
- 15 октября 1891: генерал-лейтенант Фредерик Грин Уилкинсон[англ.][143]
- 29 августа 1893: генерал сэр Эдвард Селби Смит[англ.][144]
- 23 сентября 1896: генерал-лейтенант Грэнвилль Джордж Четвинд-Стэпилтон[англ.][145]
- 16 апреля 1902: генерал сэр Томас Келли-Кенни[англ.][146]
- 27 декабря 1914: генерал-майор сэр Эдмунд Оуэн Фишер Хэмилтон[англ.][147]
- 13 октября 1920: генерал сэр Чарльз Кармайкл Монро[148]

Её Величества королевский (западносуррейский) полк (1921)
- 7 декабря 1929: генерал-майор сэр Уилкинсон Дент Бёрд[англ.][149]
- 4 мая 1939: генерал сэр Айво Люциус Бересфорд Вейси[англ.][150]
- 1 мая 1945: генерал сэр Джордж Джеймс Джиффард[англ.][151]
- 28 сентября 1954: генерал-майор Джон Елдэм Уитфилд[англ.][152]

## В культуре
- Около Гилфорда, в поместье Клэндон-Парк[англ.] располагался Музей Суррейской пехоты (англ. Surrey Infantry Museum). В апреле 2015 год он сгорел дотла[153].
- В фильме «Король говорит!» в одной из заключительных сцен, когда Георг VI произносит своё обращение о вступлении Великобритании в войну с Германией, кратко показаны солдаты на фронте, слушающие речь по радио. Солдаты носят униформу с кокардой полка Её Величества на фуражках, которая представляет собой пасхального агнца с лентой и подписью на ней, однако это образец кокарды до 1922 года — в 1922 году была принята новая кокарда с изображением агнца без ленты[154][155].